# Olimpiai bajnok evezősök listája

Az alábbi táblázatok az evezés olimpiai bajnokait tartalmazzák. Az olimpiai játékok első időszakában változatos, 2000 m-nél kisebb távokon küzdöttek, 1912 és 1936 között, valamint 1952-től azonban már a ma is hivatalos 2000 m volt a versenytáv. A nők csak 1976-ban kapcsolódtak be a játékokba.

## Férfiak

### Egypár-, kétpár- és négypárevezős
| Év, helyszín        | Egypárevezős (M1x) | Egypárevezős (M1x) | Kétpárevezős (M2x)                         | Kétpárevezős (M2x) | Négypárevezős (M4x)                                                           | Négypárevezős (M4x) |
| ------------------- | ------------------ | ------------------ | ------------------------------------------ | ------------------ | ----------------------------------------------------------------------------- | ------------------- |
| 1900 Párizs         | Henri Barrelet     | Franciaország      |                                            |                    |                                                                               |                     |
| 1904 St. Louis      | Frank Greer        | USA                | John Mulcahy, William Varley               | USA                |                                                                               |                     |
| 1908 London         | Harry Blackstaffe  | Nagy-Britannia     |                                            |                    |                                                                               |                     |
| 1912 Stockholm      | William Kinnear    | Nagy-Britannia     |                                            |                    |                                                                               |                     |
| 1920 Antwerpen      | John Kelly         | USA                | Paul Costello, John Kelly Sr.              | USA                |                                                                               |                     |
| 1924 Párizs         | Jack Beresford     | Nagy-Britannia     | Paul Costello, John Kelly Sr.              | USA                |                                                                               |                     |
| 1928 Amszterdam     | Henry Pearce       | Ausztrália         | Paul Costello, Charles McIlvaine           | USA                |                                                                               |                     |
| 1932 Los Angeles    | Henry Pearce       | Ausztrália         | William Gilmore, Kenneth Myers             | USA                |                                                                               |                     |
| 1936 Berlin         | Gustav Schäfer     | Németország 1933   | Jack Beresford, Leslie Southwood           | Nagy-Britannia     |                                                                               |                     |
| 1948 London         | Mervyn Wood        | Ausztrália         | Richard Burnell, Herbert Bushnell          | Nagy-Britannia     |                                                                               |                     |
| 1952 Helsinki       | Jurij Tyukalov     | Szovjetunió        | Tranquilo Cappozzo, Eduardo Guerrero       | Argentína          |                                                                               |                     |
| 1956 Melbourne      | Vjacseszlav Ivanov | Szovjetunió        | Alekszandr Berkutov, Jurij Tyukalov        | Szovjetunió        |                                                                               |                     |
| 1960 Róma           | Vjacseszlav Ivanov | Szovjetunió        | Václav Kozák, Pavel Schmidt                | Csehszlovákia      |                                                                               |                     |
| 1964 Tokió          | Vjacseszlav Ivanov | Szovjetunió        | Borisz Dubrovszkij, Oleg Tyurin            | Szovjetunió        |                                                                               |                     |
| 1968 Mexikóváros    | Henri-Jan Wienese  | Hollandia          | Anatolij Szassz, Alekszandr Tyimosinyin    | Szovjetunió        |                                                                               |                     |
| 1972 München        | Jurij Malisev      | Szovjetunió        | Gennagyij Korsikov, Alekszandr Tyimosinyin | Szovjetunió        |                                                                               |                     |
| 1976 Montréal       | Pertti Karppinen   | Finnország         | Alf Hansen, Frank Hansen                   | Norvégia           | Karl-Heinz Bussert, Wolfgang Güldenpfennig, Rüdiger Reiche, Michael Wolfgramm | NDK                 |
| 1980 Moszkva        | Pertti Karppinen   | Finnország         | Joachim Dreifke, Klaus Kröppelin           | NDK                | Karsten Bunk, Frank Dundr, Uwe Heppner, Martin Winter                         | NDK                 |
| 1984 Los Angeles    | Pertti Karppinen   | Finnország         | Paul Enquist, Bradley Lewis                | USA                | Michael Dürsch, Albert Hedderich, Raimund Hörmann, Dieter Wiedenmann          | NSZK                |
| 1988 Szöul          | Thomas Lange       | NDK                | Ronald Florijn, Nicolaas Rienks            | Hollandia          | Agostino Abbagnale, Gianluca Farina, Piero Poli, Davide Tizzano               | Olaszország         |
| 1992 Barcelona      | Thomas Lange       | Németország        | Peter Antoine, Stephen Hawkins             | Ausztrália         | Andreas Hajek, Michael Steinbach, Stephan Volkert, Andre Willms               | Németország         |
| 1996 Atlanta        | Xeno Müller        | Svájc              | Agostino Abbagnale, Davide Tizzano         | Olaszország        | Andreas Hajek, Andre Steiner, Stephan Volkert, Andre Willms                   | Németország         |
| 2000 Sydney         | Robert Waddell     | Új-Zéland          | Luka Spik, Iztok Cop                       | Szlovénia          | Agostino Abbagnale, Rossano Galtarossa, Simone Raineri, Alessio Sartori       | Olaszország         |
| 2004 Athén          | Olaf Tufte         | Norvégia           | Adrien Hardy, Sebastien Vieilledent        | Franciaország      | Szergej Fedorovcev, Igor Kravcov, Nyikolaj Szipnyev, Alekszej Szvirin         | Oroszország         |
| 2008 Peking         | Olaf Tufte         | Norvégia           | David Crawshay, Scott Brennan              | Ausztrália         | Konrad Wasilelewski, Marek Kolbowicz, Michal Jelinski, Adam Korol             | Lengyelország       |
| 2012 London         | Mahe Drysdale      | Új-Zéland          | Nathan Cohen Joseph Sullivan               | Új-Zéland          | Karl Schulze Philipp Wende Lauritz Schoof Tim Grohmann                        | Németország         |
| 2016 Rio de Janeiro |                    |                    |                                            |                    |                                                                               |                     |

### Kormányos nélküli és kormányos kétevezős, kormányos nélküli négyevezős
| Év, helyszín        | Kormányos nélküli kétevezős (M2 – )      | Kormányos nélküli kétevezős (M2 – ) | Kormányos kétevezős (M2+)                                | Kormányos kétevezős (M2+) | Kormányos nélküli négyevezős (M4 – )                                  | Kormányos nélküli négyevezős (M4 – ) |
| ------------------- | ---------------------------------------- | ----------------------------------- | -------------------------------------------------------- | ------------------------- | --------------------------------------------------------------------- | ------------------------------------ |
| 1900 Párizs         |                                          |                                     | Frans Brandt, Robert Klein, ?                            | Hollandia                 | Henri Bouckaert, Jean Cau, Émile Delchambre, Henri Hazebucq           | Franciaország                        |
| 1904 St. Louis      | Robert Farnam, Joseph Ryan               | USA                                 |                                                          |                           | George Dietz, August Erker, Albert Nasse, Arthur Stockhoff            | USA                                  |
| 1908 London         | Reginald Fenning, Gordon Thomson         | Nagy-Britannia                      |                                                          |                           | Robert C. Cudmore, James Gillan, Duncan McKinnon, Robert Somers-Smith | Nagy-Britannia                       |
| 1920 Antwerpen      |                                          |                                     | Ercole Orgeni, Giovanni Scatturin, Guido de Filip        | Olaszország               |                                                                       |                                      |
| 1924 Párizs         | Antonie Beijnen, Wilhelm Rösingh         | Hollandia                           | Edouard Candeveau, Alfred Felber, Emile Lachapelle       | Svájc                     | Charles Eley, James MacNab, Robert Morrison, Terrence Sanders         | Nagy-Britannia                       |
| 1928 Amszterdam     | Kurt Moeschter, Bruno Müller             | Németország                         | Hans Schöchlin, Karl Schöchlin, Hans Bourquin            | Svájc                     | Richard Beesly, Edward Bevan, John Lander, Michael Warriner           | Nagy-Britannia                       |
| 1932 Los Angeles    | Lewis Clive, Hugh Edwards                | Nagy-Britannia                      | Charles Kiefer, Joseph Scheuers, Edward Jennings         | USA                       | John Babcock, Jack Beresford, Hugh Edwards, Rowland George            | Nagy-Britannia                       |
| 1936 Berlin         | Willi Eichhorn, Hugo Strauss             | Németország 1933                    | Herbert Adamski, Gerhard Gustmann, Dieter Arend          | Németország 1933          | Rudolf Eckstein, Martin Karl, Wilhelm Menne, Anton Rom                | Németország 1933                     |
| 1948 London         | George Laurre, John Wilson               | Nagy-Britannia                      | Tage Henriksen, Finn Pedersen, Carl-Ebbe Andersen        | Dánia                     | Franco Faggi, Giovanni Invernizzi, Giuseppe Moioli, Elio Morille      | Olaszország                          |
| 1952 Helsinki       | Charles Logg, Thomas Price               | USA                                 | Gaston Mercier, Raymond Salles, Bernard Malivoire        | Franciaország             | Duje Bonacic, Petar Segvic, Mate Trojanovic, Velimir Valenta          | Jugoszlávia                          |
| 1956 Melbourne      | James Fifer, Duvall Hecht                | USA                                 | Arthur Ayrault, Conn Findlay, Armin Seiffert             | USA                       | Donald Arnold, Walter D'Hondt, Lome Loomer, Archibald McKinnon        | Kanada                               |
| 1960 Róma           | Valentyin Borejko, Oleg Golovanov        | Szovjetunió                         | Bernhard Knubel, Heinz Renneberg, Klaus Zerta            | Egyesült Német Csapat     | Arthur Aynault, Theodore Nash, John Sayre, Richard Wailes             | USA                                  |
| 1964 Tokió          | John Hungerfeld, Roger Jackson           | Kanada                              | Edward Ferry, Conn Findlay, Henry Mitchell               | USA                       | John Hansen, Bjørn Hasløv, Kurt Helmudt, Erik Petersen                | Dánia                                |
| 1968 Mexikóváros    | Heinz-Jürgen Bothe, Jörg Lucke           | NDK                                 | Primo Baran, Renzo Samba, Bruno Cipolla                  | Olaszország               | Frank Forberger, Dieter Grahn, Frank Rühle, Dieter Schubert           | NDK                                  |
| 1972 München        | Siegfried Brietzke, Wolfgang Mager       | NDK                                 | Wolfgang Gunkel, Jörg Lucke, Klaus-Dieter Nubert         | NDK                       | Frank Forberger, Dieter Grahn, Frank Rühle, Dieter Schubert           | NDK                                  |
| 1976 Montréal       | Bernd Landvoigt, Jörg Landvoigt          | NDK                                 | Harald Jährling, Friedrich-Wilhelm Ulrich, Georg Spohr   | NDK                       | Siegfried Brietzke, Andreas Decker, Wolfgang Mager, Stefan Semmler    | NDK                                  |
| 1980 Moszkva        | Bernd Landvoigt, Jörg Landvoigt          | NDK                                 | Harald Jährling, Friedrich-Wilhelm Ulrich, Georg Spohr   | NDK                       | Siegfried Brietzke, Andreas Decker, Stefan Semmler, Jürgen Thiele     | NDK                                  |
| 1984 Los Angeles    | Petru Iosub, Valer Toma                  | Románia                             | Carmine Abbagnale, Giuseppe Abbagnale, Giuseppe di Capua | Olaszország               | Shane O'Brian, Leslie O'Connell, Conrad Robertson, Keith Trask        | Új-Zéland                            |
| 1988 Szöul          | Andrew Holmes, Steven Redgrave           | Nagy-Britannia                      | Carmine Abbagnale, Giuseppe Abbagnale, Giuseppe di Capua | Olaszország               | Ralf Brudel, Olaf Förster, Thomas Greiner, Roland Schröder            | NDK                                  |
| 1992 Barcelona      | Matthew Pinsent, Steven Redgrave         | Nagy-Britannia                      | Greg Searle, Jonathan Searle, Garry Herbert              | Nagy-Britannia            | Andrew Cooper, Nicholas Green, Michael McKay, James Tomkins           | Ausztrália                           |
| 1996 Atlanta        | Matthew Pinsent, Steven Redgrave         | Nagy-Britannia                      |                                                          |                           | Drew Ginn, Nicholas Green, Michael McKay, James Tomkins               | Ausztrália                           |
| 2000 Sydney         | Michael Andrieux, Jean-Christoph Rolland | Franciaország                       |                                                          |                           | James Cracknell, Tim Foster, Matthew Pinsent, Steven Redgrave         | Nagy-Britannia                       |
| 2004 Athén          | Drew Ginn, James Tomkins                 | Ausztrália                          |                                                          |                           | Ed Coode, James Cracknell, Matthew Pinsent, Steve Williams            | Nagy-Britannia                       |
| 2008 Peking         | Drew Ginn, Duncan Free                   | Ausztrália                          |                                                          |                           | Tom James, Steve Williams, Pete Reed, Andrew Triggs Hodge             | Nagy-Britannia                       |
| 2012 London         | Eric Murray, Hamish Bond                 | Új-Zéland                           |                                                          |                           | Alex Gregory, Pete Reed, Tom James, Adrew Triggs Hodge                | Nagy-Britannia                       |
| 2016 Rio de Janeiro |                                          |                                     |                                                          |                           |                                                                       |                                      |

### Kormányos négyevezős, nyolcas
* 1900-ban óvás miatt két érvényes döntőt rendeztek.

** 1912-ben ún. belvillás versenyt is rendeztek.

| Év, helyszín        | Kormányos négyevezős (M4+)                                                                     | Kormányos négyevezős (M4+) | Nyolcas (M8+)                  | Nyolcas (M8+)         |
| ------------------- | ---------------------------------------------------------------------------------------------- | -------------------------- | ------------------------------ | --------------------- |
| 1900 Párizs         | * Carl Gosser, Gustav Gossler, Oskar Gossler, Walter Katzenstein, Waldemar Titgems             | Német Birodalom            | Amerikai Egyesült Államok      | USA                   |
| 1900 Párizs         | * Henri Bouckaert, Jean Cau, Émile Deéchambre, Henri Hazebroucq, Charlot                       | Franciaország              | Amerikai Egyesült Államok      | USA                   |
| 1904 St. Louis      |                                                                                                |                            | Amerikai Egyesült Államok      | USA                   |
| 1908 London         |                                                                                                |                            | Nagy-Britannia                 | Nagy-Britannia        |
| 1912 Stockholm      | Albert Amheiter, Otto Fickeisen, Rudolf Fickeisen, Hermann Wilker, Otto Maier                  | Német Birodalom            | Nagy-Britannia                 | Nagy-Britannia        |
| 1912 Stockholm      | ** Ejlert Allert, Christian Hansen, Carl Moller, Carl Petersen, Paul Hartmann                  | Dánia                      | Nagy-Britannia                 | Nagy-Britannia        |
| 1920 Antwerpen      | Willy Brüderlin, Max Rudolf, Paul Rudolf, Hans Walter, Paul Staub                              | Svájc                      | Amerikai Egyesült Államok      | USA                   |
| 1924 Párizs         | Emile Albrecht, Alfred Probst, Eugen Sigg, Hans Walter, Emile Lachapelle                       | Svájc                      | Amerikai Egyesült Államok      | USA                   |
| 1928 Amszterdam     | Giliante D'Este, Giovanni Delise, Valerio Perentin, Renato Petronio, Nicolo Vottori            | Olaszország                | Amerikai Egyesült Államok      | USA                   |
| 1932 Los Angeles    | Hans Eller, Horst Hoeck, Walter Meyer, Joachim Spremberg, Karlheinz Neumann                    | Németország                | Amerikai Egyesült Államok      | USA                   |
| 1936 Berlin         | Ernst Gaber, Hans Maier, Paul Söllner, Walter Volle, Fritz Bauer                               | Németország 1933           | Amerikai Egyesült Államok      | USA                   |
| 1948 London         | Gordon Giovanelli, Robert Martin, Warren Westlund, Robert Will, Allan Morgan                   | USA                        | Amerikai Egyesült Államok      | USA                   |
| 1952 Helsinki       | Jiři Havlis, Jan Jindra, Stanislav Lusk, Karel Mejta, Miroslav Koranda                         | Csehszlovákia              | Amerikai Egyesült Államok      | USA                   |
| 1956 Melbourne      | Romero Sgheiz, Franco Trincavelli, Angelo Vanzin, Albert Winkler, Ivo Stefanoni                | Olaszország                | Amerikai Egyesült Államok      | USA                   |
| 1960 Róma           | Gerd Cintl, Horst Effertz, Jürgen Litz, Michael Obst, Klaus Riekermann                         | Egyesült Német Csapat      | Egyesült Német Csapat          | Egyesült Német Csapat |
| 1964 Tokió          | Bernhard Britting, Egbert Hischfelder, Peter Neusel, Joachim Werner, Jürgen Oelke              | Egyesült Német Csapat      | Amerikai Egyesült Államok      | USA                   |
| 1968 Mexikóváros    | Warren Cole, Ross Collinge, Richard Joyce, Dudley Storey, Simon Dickie                         | Új-Zéland                  | Német Szövetségi Köztársaság   | NSZK                  |
| 1972 München        | Gerhard Auer, Peter Berger, Alois Bierl, Hans-Johann Färber, Uwe Benter                        | NSZK                       | Új-Zéland                      | Új-Zéland             |
| 1976 Montréal       | Nyikolaj Ivanov, Vlagyimir Jesinov, Alekszandr Klepikov, Mihail Kuznyecov, Alekszandr Lukjanov | Szovjetunió                | Német Demokratikus Köztársaság | NDK                   |
| 1980 Moszkva        | Ulrich Diessner, Walter Diessner, Gottfried Döhn, Dieter Wendisch, Andreas Gregor              | NDK                        | Német Demokratikus Köztársaság | NDK                   |
| 1984 Los Angeles    | Richard Budgett, Martin Cross, Andrew Holmes, Steven Redgrave, Adrian Ellison                  | Nagy-Britannia             | Kanada                         | Kanada                |
| 1988 Szöul          | Bernd Eichwurzel, Frank Klawonn, Bernd Niesecke, Karsten Schmeling, Hendrik Reicher            | NDK                        | Német Szövetségi Köztársaság   | NSZK                  |
| 1992 Barcelona      | Dimitrie Popescu, Iulica Ruican, Viorel Talapan, Nicolaie Taga, Dumitru Raducanu               | Románia                    | Kanada                         | Kanada                |
| 1996 Atlanta        |                                                                                                |                            | Hollandia                      | Hollandia             |
| 2000 Sydney         |                                                                                                |                            | Nagy-Britannia                 | Nagy-Britannia        |
| 2004 Athén          |                                                                                                |                            | Amerikai Egyesült Államok      | USA                   |
| 2008 Peking         |                                                                                                |                            | Kanada                         | Kanada                |
| 2012 London         |                                                                                                |                            | Németország                    | Németország           |
| 2016 Rio de Janeiro |                                                                                                |                            |                                |                       |

### Könnyűsúlyú kétpárevezős és kormányos nélküli négyes
| Év, helyszín        | Kétpárevezős (LM2x)           | Kétpárevezős (LM2x) | Kormányos nélküli négyes (LM4-)                                         | Kormányos nélküli négyes (LM4-) |
| ------------------- | ----------------------------- | ------------------- | ----------------------------------------------------------------------- | ------------------------------- |
| 1996 Atlanta        | Markus Gier, Michael Gier     | Svájc               | Eskild Ebbesen, Victor Feddersen, Niels Henriksen, Thomas Poulsen       | Dánia                           |
| 2000 Sydney         | Tomasz Kucharski, Robert Sycz | Lengyelország       | Jean-Christophe Bette, Xavier Dorfman, Yves Hoche, Laurent Porchier     | Franciaország                   |
| 2004 Athén          | Tomasz Kucharski, Robert Sycz | Lengyelország       | Thomas Ebert, Eskild Ebbesen, Thor Kristensen, Stephan Mølvig           | Dánia                           |
| 2008 Peking         | Zac Purchase, Mark Hunter     | Nagy-Britannia      | Thomas Ebert, Morten Jørgensen, Mads Christian Andersen, Eskild Ebbesen | Dánia                           |
| 2012 London         | Mads Rasmussen, Rasmus Quist  | Dánia               | James Thompson, Matthew Brittain, John Smith, Sizwe Ndlovu              | Dél-Afrika                      |
| 2016 Rio de Janeiro |                               |                     |                                                                         |                                 |

## Nők

### Egypár-, kétpár- és négypárevezős
| Év, helyszín        | Egypárevezős (W1x)              | Egypárevezős (W1x) | Kétpárevezős (W2x)                               | Kétpárevezős (W2x) | Négypárevezős (W4x)                                                          | Négypárevezős (W4x) |
| ------------------- | ------------------------------- | ------------------ | ------------------------------------------------ | ------------------ | ---------------------------------------------------------------------------- | ------------------- |
| 1976 Montréal       | Christine Scheiblich            | NDK                | Zdravka Jordanova, Szvetlana Ocetova             | Bulgária           |                                                                              |                     |
| 1980 Moszkva        | Sanda Toma                      | Románia            | Jelena Hlopceva, Larisza Popova-Alekszandrova    | Szovjetunió        |                                                                              |                     |
| 1984 Los Angeles    | Valeria Rosca-Racila            | Románia            | Elisabeta Oleniuc, Marisoara Popescu             | Románia            |                                                                              |                     |
| 1988 Szöul          | Jutta Behrendt-Hampe            | NDK                | Birgit Peter, Martina Schröter                   | NDK                | Kerstin Förster-Pieloth, Christina Mundt, Beate Schramm, Jana Sorgen         | NDK                 |
| 1992 Barcelona      | Elisabeta Lipa-Oleniuc          | Románia            | Kathrin Boron, Kerstin Köppen                    | Németország        | Christina Mundt, Kerstin Müller, Birgit Peter, Sybille Schmidt               | Németország         |
| 1996 Atlanta        | Jekatyerina Hodotovics          | Fehéroroszország   | Kathleen Heddle, Marnia McBean                   | Kanada             | Kathrin Boron, Kerstin Köppen, Karin Rutschow, Jana Sorgen                   | Németország         |
| 2000 Sydney         | Jekatyerina Hodotovics-Karszten | Fehéroroszország   | Kathleen Boron, Jana Thieme                      | Németország        | Meike Evers, Kerstin Kowalski, Manja Kowalski, Manuela Lutze                 | Németország         |
| 2004 Athén          | Kathrin Rutschow-Stomporowski   | Németország        | Carolina Evers-Swindell, Georgina Evers-Swindell | Új-Zéland          | Kathrin Boron, Meike Evers, Kerstin El-Qalqil, Manuela Lutze                 | Németország         |
| 2008 Peking         | Rumjana Nejkova                 | Bulgária           | Carolina Evers-Swindell, Georgina Evers-Swindell | Új-Zéland          | Tang Bin, Ying Ziwei, Xi Aiuha, Zhang Yangyang                               | Kína                |
| 2012 London         | Miroslava Knapkova              | Csehország         | Anna Watkins, Katherine Grainger                 | Nagy-Britannia     | Katerina Tarasenko, Natalija Dovgodko, Anastasia Kozhenkova, Yana Dementieva | Ukrajna             |
| 2016 Rio de Janeiro |                                 |                    |                                                  |                    |                                                                              |                     |

### Kormányos nélküli két- és négyevezős, nyolcas
| Év, helyszín        | Kormányos nélküli kétevezős (W2 – )        | Kormányos nélküli kétevezős (W2 – ) | Kormányos nélküli négyevezős (W4 – )                           | Kormányos nélküli négyevezős (W4 – ) | Nyolcas (W8+)                  | Nyolcas (W8+) |
| ------------------- | ------------------------------------------ | ----------------------------------- | -------------------------------------------------------------- | ------------------------------------ | ------------------------------ | ------------- |
| 1976 Montréal       | Sztojanka Grujcseva, Szijka Kelbecseva     | Bulgária                            |                                                                |                                      | Német Demokratikus Köztársaság | NDK           |
| 1980 Moszkva        | Cornelia Klier, Ute Steindorf              | NDK                                 |                                                                |                                      | Német Demokratikus Köztársaság | NDK           |
| 1984 Los Angeles    | Rodica Arba-Puscatu, Elena Horvat          | Románia                             |                                                                |                                      | Amerikai Egyesült Államok      | USA           |
| 1988 Szöul          | Rodica Arba-Puscatu, Olga Homeghi          | Románia                             |                                                                |                                      | Német Demokratikus Köztársaság | NDK           |
| 1992 Barcelona      | Kathleen Heddle, Marnia McBean             | Kanada                              | Kirsten Barnes, Jessica Monroe, Brenda Taylor, Kay Worthington | Kanada                               | Kanada                         | Kanada        |
| 1996 Atlanta        | Kate Slatter, Megan Still                  | Ausztrália                          |                                                                |                                      | Románia                        | Románia       |
| 2000 Sydney         | Georgeta Damian, Doina lgnat               | Románia                             |                                                                |                                      | Románia                        | Románia       |
| 2004 Athén          | Georgeta Damian-Andrunache, Viorica Susanu | Románia                             |                                                                |                                      | Románia                        | Románia       |
| 2008 Peking         | Georgeta Andrunache, Viorica Susanu        | Románia                             |                                                                |                                      | Amerikai Egyesült Államok      | USA           |
| 2012 London         | Helen Grover, Heather Stanning             | Nagy-Britannia                      |                                                                |                                      | Amerikai Egyesült Államok      | USA           |
| 2016 Rio de Janeiro |                                            |                                     |                                                                |                                      |                                |               |

### Korm. négyevezős, korm. négyevezős, könnyűsúlyú kétpárevezős
| Év, helyszín        | Korm. négypárevezős                                                                 | Korm. négypárevezős | Korm. négyevezős                                                                  | Korm. négyevezős | Könnyűsúlyú kétpárevezős (LW2x)       | Könnyűsúlyú kétpárevezős (LW2x) |
| ------------------- | ----------------------------------------------------------------------------------- | ------------------- | --------------------------------------------------------------------------------- | ---------------- | ------------------------------------- | ------------------------------- |
| 1976 Montréal       | Anke Borchmann, Jutta Lau, Viola Poley, Roswietha Zobelt, Liane Weigelt             | NDK                 | Karin Metze, Bianka Schwede, Gabriele Lohs, Andrea Kurth, Sabine Hess             | NDK              |                                       |                                 |
| 1980 Moszkva        | Jutta Lauch, Jutta Ploch, Sybille Reichardt, Roswietha Zobelt, Liane Buhr-Weigelt   | NDK                 | Ramona Kapheim, Silvia Fröhlich, Angelika Noack, Romy Saalfeld, Kirsten Wenzel    | NDK              |                                       |                                 |
| 1984 Los Angeles    | Ioana Badea, Sofia Corban, Anisoara Sorohan, Titie Taran-Iordache, Ecaterina Oancia | Románia             | Florica Lavric, Maria Fricioiu, Chira Apostol, Olga Homeghi-Bularda, Józsa Ibolya | Románia          |                                       |                                 |
| 1988 Szöul          |                                                                                     |                     | Martina Walter, Gerlinde Doberschütz, Carola Hornig, Birte Siech, Sylvia Rose     | NDK              |                                       |                                 |
| 1996 Atlanta        |                                                                                     |                     |                                                                                   |                  | Constanta Burcica, Camelia Macoviciuc | Románia                         |
| 2000 Sydney         |                                                                                     |                     |                                                                                   |                  | Angela Alupei, Constanta Burcica      | Románia                         |
| 2004 Athén          |                                                                                     |                     |                                                                                   |                  | Angela Alupei, Constanta Burcica      | Románia                         |
| 2008 Peking         |                                                                                     |                     |                                                                                   |                  | Kirsten van der Kolk, Marit van Eupen | Hollandia                       |
| 2012 London         |                                                                                     |                     |                                                                                   |                  | Katherine Copeland, Sophie Hosking    | Nagy-Britannia                  |
| 2016 Rio de Janeiro |                                                                                     |                     |                                                                                   |                  |                                       |                                 |